# Romeinse adel
Met de Romeinse adel kunnen de patriciërs van de Romeinse republiek en het Romeinse keizerrijk worden aangeduid al was er toen nog geen adelstatuut in moderne zin. In de middeleeuwse feodale periode ontstond in Rome een adel die verleend werd door de Rooms-Duitse keizers en de pausen. In het laatste geval spreekt men ook wel van de pauselijke adel.

## De adel in het Romeinse Rijk
De Patres Conscripti waren de adel van de Romeinse republiek. Hun rangen waren gesloten en de positie, die bestuursfuncties en het lidmaatschap van de Romeinse Senaat mogelijk maakte, was erfelijk. Er waren ook ridders of equites, deze rang was weggelegd voor de rijke burgers. Plebejers konden wel ambten verwerven, maar dat werd niet gemakkelijk gemaakt. De familie van een met het consulaat beklede plebejer werd in het vervolg tot de adel gerekend. De Romeinse keizers volgden het voorbeeld van Julius Caesar om ook inwoners van de veroverde gebieden, zoals geromaniseerde Gallische stamhoofden in de Senaat op te nemen. Keizer Hadrianus voerde de stand der Clarissimi in.

### Claims op afstamming van de antieke Romeinse adel
Er zijn feodale geslachten die hun afstamming zoeken in de oude senatoriale families. Daarvoor ontbreekt echter ieder bewijs. De val van Rome en de volksverhuizingen zijn een te grote breuk in de maatschappij geweest en uit deze "duistere middeleeuwen" zijn, als gevolg van alle plunderingen en verwoestingen van onder andere de Romeinse bibliotheken en archieven, weinig geschreven bronnen bewaard gebleven. De oude patriciërs zullen hoogstwaarschijnlijk zijn opgegaan in een nieuwe adel bestaande uit de heersersklasse van onder anderen Goten, Lombarden en de andere barbaren die Rome veroverden. Er zijn echter geen onbetwistbare schriftelijke bronnen bewaard gebleven die dit documenteren. Andere patricische geslachten zullen zijn uitgestorven. Veelal berusten de tegenwoordige claims, op antieke Romeinse familiebanden, op overgeleverde oude tradities en op oppervlakkige gelijkenis van de familienamen. 

## Middeleeuwen en renaissance

### De feodale adel

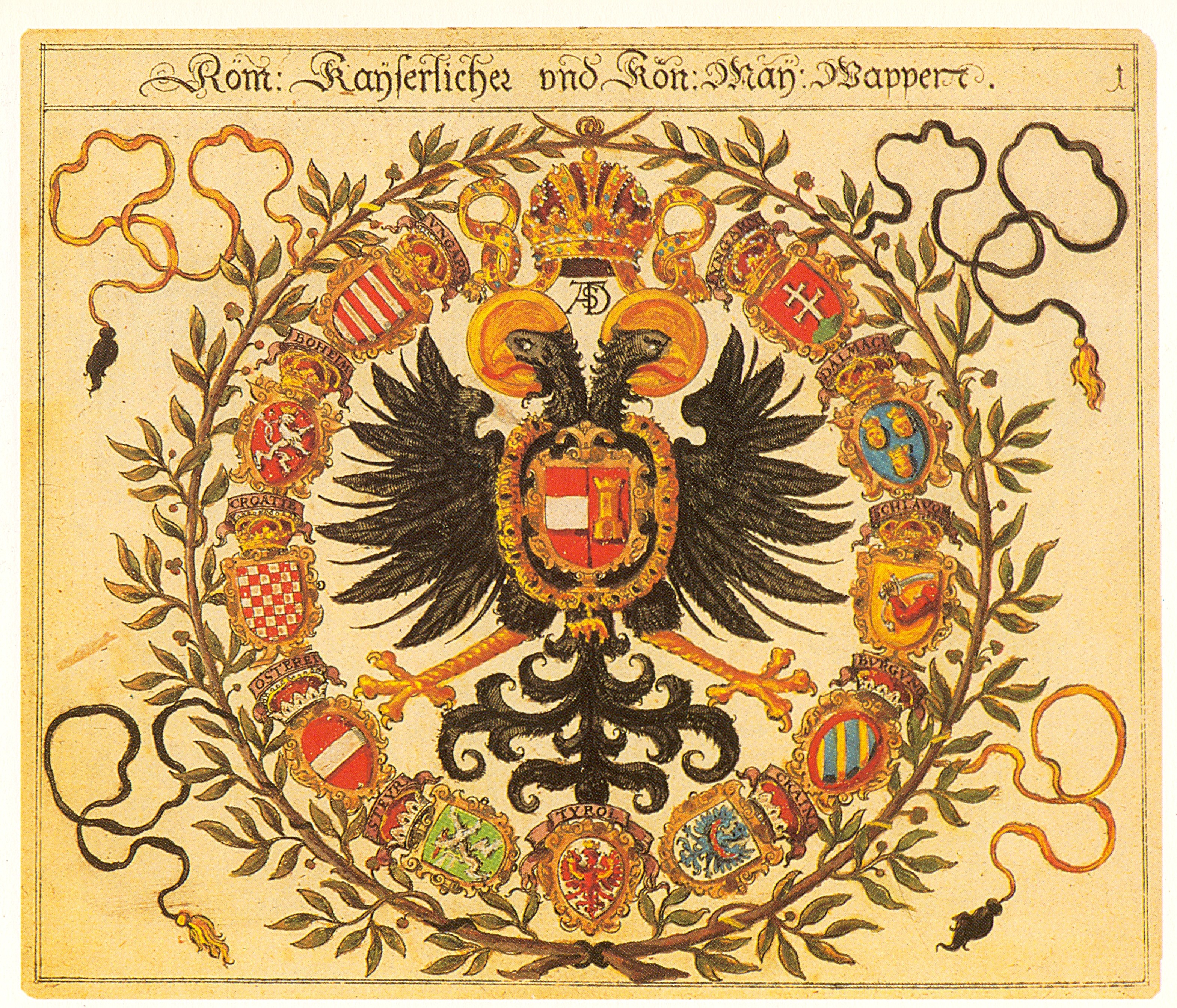
Vaandel van het Heilige Roomse Rijk van de Duitse Natie

Rome kent evenwel toch een aantal geslachten die tot de oeradel behoren, anderen voeren hun adeldom terug op hun maatschappelijke positie in de elfde en twaalfde eeuw. De keizers van het Heilige Roomse Rijk van de Duitse Natie hebben veel adellijke titels uitgereikt of erkend om hun positie in Italië te versterken. De pausen konden vanaf de late middeleeuwen een groot deel van het midden van Italië onder hun gezag brengen. Zij waren in feite de 'koningen' van dit gebied en zij hebben in Rome, maar ook daarbuiten, tot in Libanon aan toe, adelbrieven verdeeld onder de aanzienlijken. Omdat de Paus een gekozen koning is (dit gebeurde door de kardinalen die na het overlijden van een paus een nieuwe uit hun midden kozen) zijn ook diens familieleden, de zogenaamde nepoten, edellieden. Zijn broers en zusters zijn prinsen en prinsessen. Omdat veel pausen ook kinderen hadden werden deze, indertijd hoffelijk als "neven en nichten" aangeduide koningskinderen, in de adelstand opgenomen. De pausen maakten veel verwanten prins of hertog. Ook de familieleden van de kardinalen, 'prinsen' van de kerk, werden in veel gevallen in de adel opgenomen.
Italië was eeuwenlang een gebied waarin grenzen en posities aan grote veranderingen onderhevig waren. De toegang tot de rangen der adel en het verwerven en verliezen van titel, macht en leengoederen was mogelijk omdat macht, niet legitimiteit, de doorslag gaf. Pas in de 17e en 18e eeuw veranderde dit. Het nepotisme raakte uit de tijd en de grenzen van staten en klassen werden duidelijker.

## Nieuwe tijd

### Het adelstatuut van Benedictus XIV

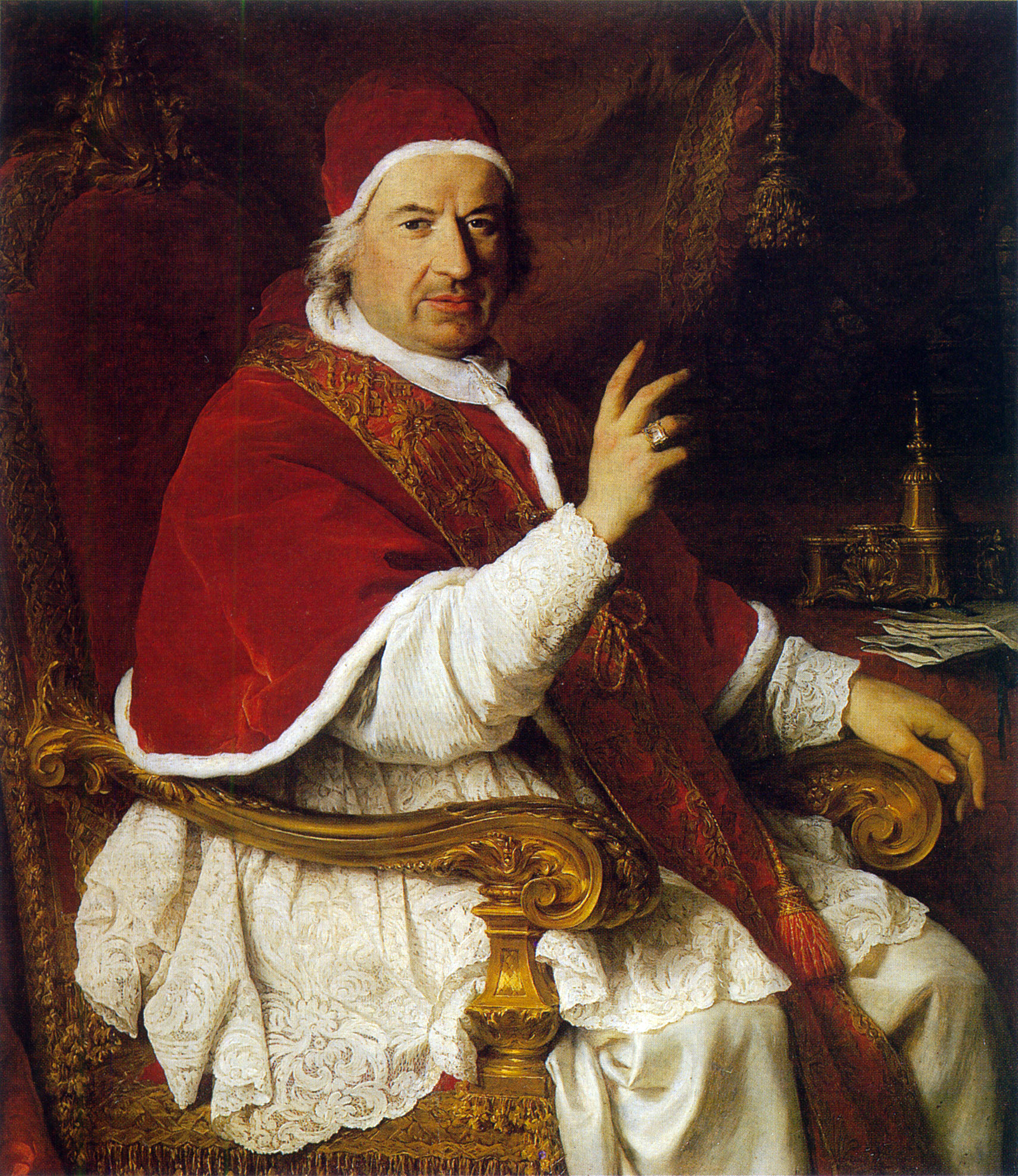
Benedictus XIV op een schilderij uit 1741

De opkomst van een stedelijke bestuurselite naast de oudere feodale adel noopte de paus tot het invoeren van een adelstatuut. De bul Urbem Romam, die door Benedictus XIV op 12 januari 1746 werd afgekondigd, gaf Rome voor het eerst een duidelijk adelstatuut. De bul regelde de positie van de leden van de familie van een regerend paus en de status quo van de Romeinse edelen werd vastgelegd. Deze bul was niet bepaald uitputtend in zijn regelingen, de vele gebruiken die aan het adelsrecht in Rome ten grondslag liggen werden niet allemaal vastgelegd. Nieuw was vooral dat op het capitool een "Gouden boek", vergelijkbaar met het Gouden boek in Venetië, werd gedeponeerd waarin de namen van de edelen werden geschreven. Wanneer een van de 250 Romeinse patriciërs zonder mannelijke nazaten stierf kozen vier door het lot aangewezen standgenoten een opvolger.

### De adellijke titels
De Romeinse adel is verdeeld in hoge en lagere adel:
Tot de hoge adel behoren:
- Prinsen
- Hertogen
- Markiezen met de baldakijn

Tot de lage adel behoren:
- Markiezen
- Graven
- Burggraven
- Baronnen
- Edelen zonder titel zoals de ridder en nobile

Opvallend is de door hoge en lagere edelen gedragen titel Patrizio Romani. Deze gaf recht op bestuursfuncties en het bezit van deze titel onderscheidt de zuiver Romeinse adel van de adel van de andere vroegere pauselijke gebieden zoals de Marken en Bologna. Sinds de 15e eeuw werd door de paus ook wel de titel paltsgraaf van het Lateraanse paleis verleend. De jongere familieleden leden die de titel niet mogen dragen gebruiken hun eigen naam met daarachter de woorden "degli ..." of "degli Marchese di....". In het Nederlands zou dat zoiets als "van de ...." of "van de markiezen van ...." zijn. Voorbeeld: Francesca Montecuccoli degli Erri

### De adel in de nieuwe tijd
De Franse Revolutie maakte ook in Rome een einde aan de feodale verhoudingen en aan de positie van de adel. De titels en de adeldom werden bij wet afgeschaft en het Gouden Boek met de namen van de Romeinse edelen werd in een feestelijke plechtigheid op het Capitool verbrand. Onder Napoleon won de adel weer aan gezag en werden de oude verhoudingen gedeeltelijk hersteld. In 1813 werd de paus weer heer van zijn oude gebieden. Toen de paus het gezag over Rome in 1870 verloor trad een grote splitsing in de Romeinse adel op. De "zwarte adel" bleef de paus trouw. Zij aanvaarden functies aan het pauselijk hof en meden het Quirinaalpaleis waar de Italiaanse koning zijn hofhouding installeerde. De Romeinse adel is na 1870 opgegaan in de Italiaanse adel maar de zeer traditioneel denkende adel is de ontstaansgeschiedenis en de oude loyaliteiten nooit vergeten. De adel van het koninkrijk Sicilië, van het koninkrijk Napels, van Rome, van het groothertogdom Toscane en van de republiek Venetië is ieder op zich als groep bewaard gebleven. In veel gevallen is men zich ook bewust van de band met de tijdens de Italiaanse eenwording verdreven koningen en groothertogen. De paus is, ook na het verlies van de Kerkelijke Staat adellijke titels blijven verlenen, meestal aan buitenlanders. In het Verdrag van Lateranen van 1929 werden de betrekkingen tussen de Heilige Stoel en Italië genormaliseerd. In dit concordaat werd bepaald dat Italië deze titels erkent, dat de paus de bevoegdheid behoudt tot het verlenen van adeldom en dat ze beschouwd worden als gelijkwaardig aan de Italiaanse titels. Een pauselijke adellijke titel is echter na het pontificaat van paus Johannes XXIII niet meer verleend.

### Koninkrijk Italië
Het koninkrijk Italië stichtte een heraldische consultatie en voerde de adellijke graad van nobile in. Deze rang, tussen ridder en baron was nieuw, maar komt min of meer overeen met die van Edler of 'Edler von' in het keizerrijk Oostenrijk. Voor het eerst werd nu een Italiaanse adellijke titel door alle kinderen geërfd. De titel van nobile (of nob.) wordt onmiddellijk vóór de voornaam, niet voor de geslachtsnaam, als ware het een predicaat gedragen.

### Italiaanse republiek
De in 1947 ingestelde republiek heeft een egalitair karakter en de staat erkent de adeldom niet. In de grondwet van 1948 werd de heraldische consultatie "Consulta Araldica" afgeschaft. De titels en het predicaat Nobile hebben geen betekenis in het recht. De oude adelsgeslachten hebben zich desondanks verenigd in een vereniging die de rol van de oude consultatie heeft overgenomen.

## Nederland
In Nederland is pauselijke adeldom, onder andere, verleend aan pauselijk graaf Willem Dreesmann (de oudste zoon van Anton Dreesmann, de oprichter van Vroom & Dreesmann) en zijn nakomelingen. Dit vanwege diens grote verdiensten voor de katholieke kerk.